# The Interrupters (band)
The Interrupters is een Amerikaanse ska-punkband uit Los Angeles.

## Geschiedenis
De band ontstond in 2011 en bestaat uit zangeres Aimee Allen (Aimee Interrupter) en de broers Kevin Bivona (gitaar), Justin Bivona (basgitaar) en Jesse Bivona (drum). De broers hadden een band Telecasters en ontmoeten Allen in 2009. Vanaf 2011 gingen Allen en Kevin Bivona muziek schrijven en ontstond de band. De band kwam bij Hellcat Records en wordt gedistribueerd door Epitaph Records. In 2022 verscheen het album In the Wild waaraan de Britse zangeres Rhoda Dakar (voormalig frontvrouw van 2 Tone-skaband The Bodysnatchers) haar medwerking verleende.

## Discografie

### Albums
Tussen haakjes totaal aantal weken in de lijst
| Titel                | Jaar | Charts           | Charts          | Charts           | Opmerkingen |
| Titel                | Jaar | NL Album Top 100 | VL Ultratop 200 | VS Billboard 200 | Opmerkingen |
| -------------------- | ---- | ---------------- | --------------- | ---------------- | ----------- |
| The Interrupters     | 2014 | -                | -               | -                | -           |
| Say It Out Loud      | 2016 | -                | -               | -                | -           |
| Fight the Good Fight | 2018 | -                | 127 (1wk)       | 141 (1wk)        | -           |
| Live in Tokyo!       | 2021 | -                | -               | -                | Livealbum   |
| In the Wild          | 2022 | -                | -               | 145* (1wk*)      | -           |

### Singles
- A Friend Like Me (2013)
- Liberty (2013)
- Family (2013)
- Take Back the Power (2014)
- Babylon (2015)
- Jenny Drinks (2015)
- By My Side (2016)
- She's Kerosene (2018)
- Gave You Everything (2019)
- In the Mirror (2022)
- Anything Was Better (2022)
- Raised by Wolves (2022)